# Valea Izreel

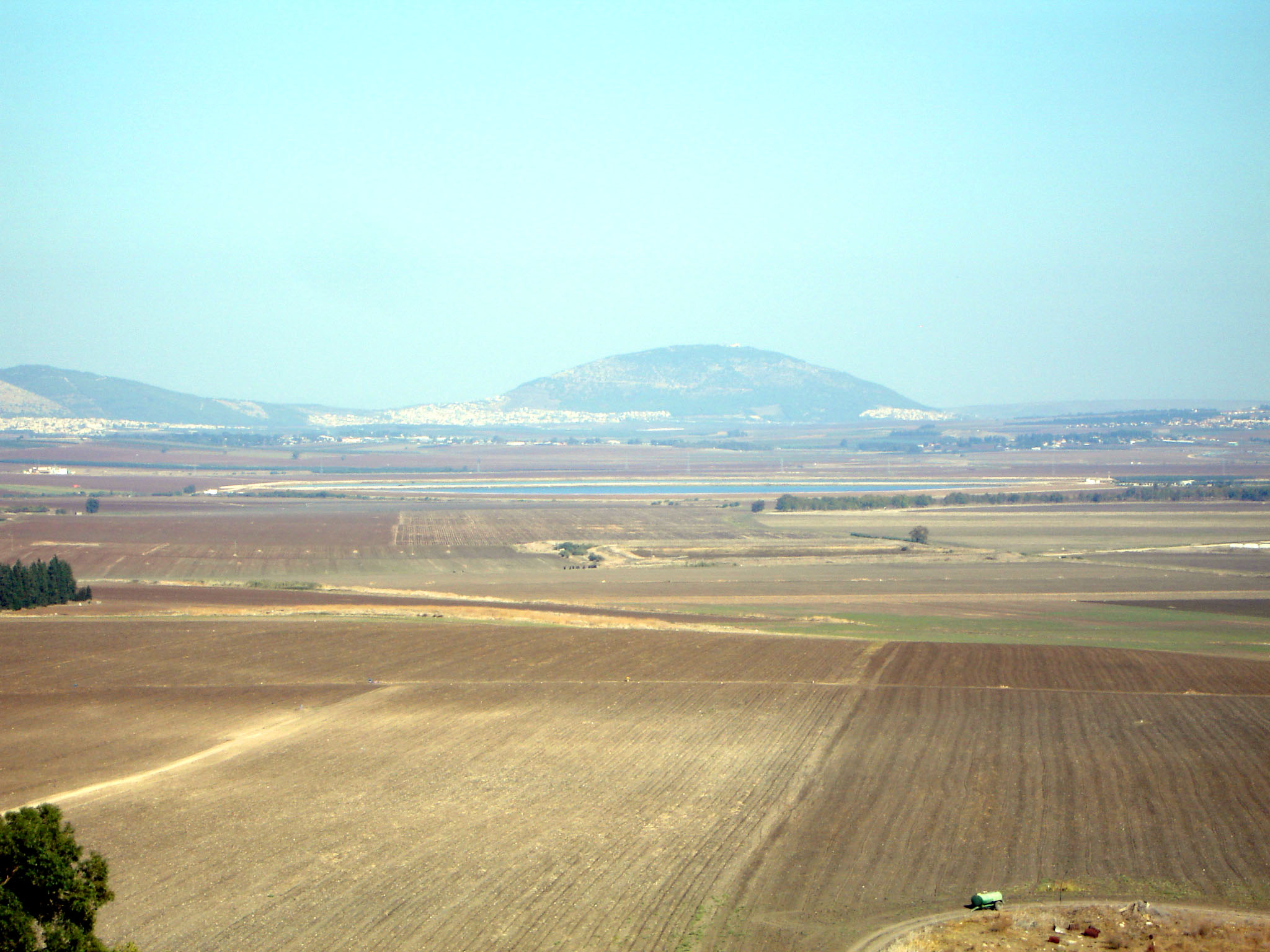
Valea Iezreel și Muntele Tabor

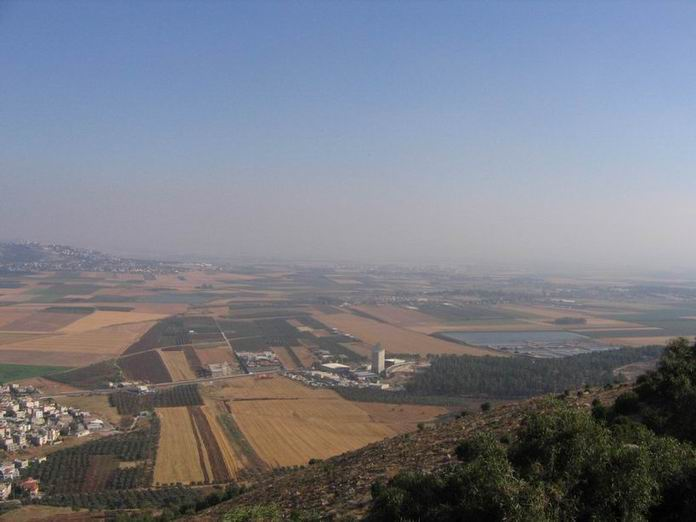
Valea Izreel

Valea Izreel (din ebraică עמק יזרעאל, transliterat: ʿĒmeq Yīzrəʿēʿl) sau Emek Izreel, numită în arabă Marj ibn 'Amr (مرج ابن عامر), este o câmpie fertilă întinsă și o vale interioară în Districtul de Nord din Israel care separa Galileea inferioară de Samaria și Carmel. Are o orientare generală nord-vest - sud-est, învecinându-se la nord cu zonele deluroase ale Galileii Inferioare, la vest cu câmpia de coastă, la sud cu un lanț de munți și dealuri începând spre vest cu Muntele Carmel, trecând prin versanții nordici ai munților Samariei, și încheindu-se spre est cu Muntele Gilboa (Ghilboa), iar la est cu Valea Iordanului. Cea mai mare așezare din vale este orașul Afula, care se află în apropierea centrului său.

## Etimologie

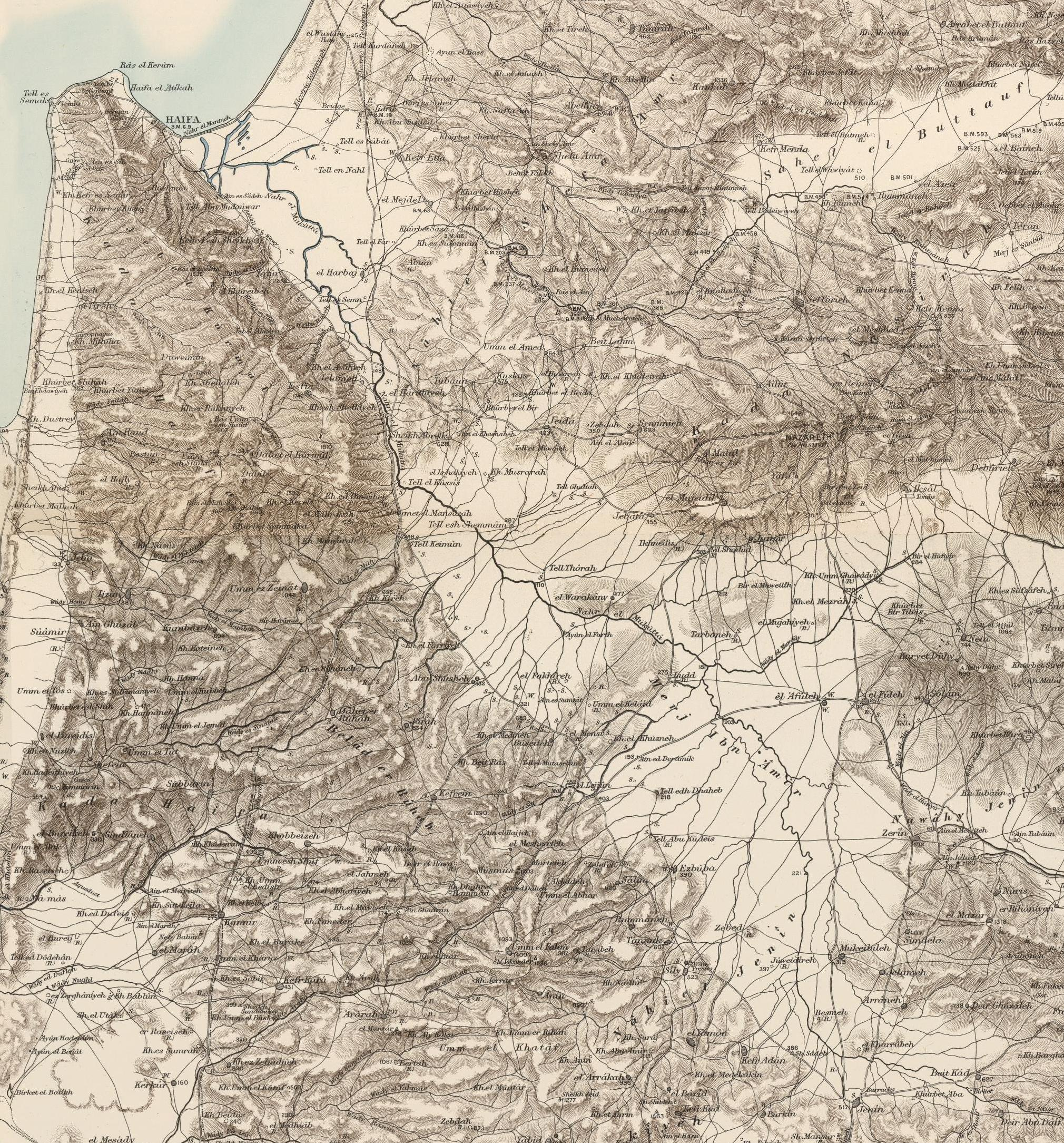
Merj ibn 'Amr pe harta produsă în anii 1870 de Palestine Exploration Fund (PEF).

Numele folosit în traducerea română a Vechiului Testament este valea Izreel sau  valea lui Izreel, șesul Izreel, și câmpia lui Izreel. Numele mai poate apărea și în forma grecizată, de valea (câmpia) Esdraelon, sau a Esdraelonului (de la Ἐσδρηλών, „Esdraelon”, redarea numelui ebraic in limba greacă), iar în contextul protestantismului evanghelic mai apare și drept Valea Megiddo,
Valea Izreel își ia numele de la orașul antic Izreel, din ebraicul Izreel (יזרעאל). În zona respectivă, în timpul dominației musulmane, a existat un sat arab numit  Zir'ēn (زرعين), situat pe un mic deal cu vedere la marginea de sud a văii. Numele ebraic Izreel înseamnă „Dumnezeu seamănă” (în sensul agricol) unde „El” înseamnă „zeu” în limbile canaaneană și ebraică Expresia „valea lui Izreel” a fost uneori folosită pentru a se referi la partea centrală a văii, în jurul orașului Izreel, în timp ce partea de sud-vest era cunoscută sub numele de „Valea Meghido”, după orașul antic Meghido sau Meghidon (pronunția ebraică: Meghidó), care controla o trecătoare de la baza Carmelului. Numele arab Marj Ibn 'Amr înseamnă „Luncile fiului lui 'Amr”.

## Geologie
Valea a acționat cândva ca un canal de legatură între Marea Mediterană, la capătul nord-vestic al văii, și valea tectonică a Iordanului, care cuprinde la extremități bazinul Mării Galileii în nord și pe cel al Mării Moarte în sud. În urmă cu aproximativ două milioane de ani, pe măsură ce nivelul solului între Marea Mediterană și valea de rift a Iordanului s-a ridicat, această legătură a fost întreruptă, iar inundațiile periodice dinspre Marea Mediterană au încetat. Acest lucru a dus la izolarea Mării Moarte de oceanul planetar și, în timp, din cauza unei evaporări mai mari decât cumulul dintre volumul de precipitații și afluxul apelor de suprafață din bazinul hidrologic al Mării Moarte, apele acesteia au devenit puternic saline. În cazul Mării Galileii, pe de altă parte, raportul este invers, ea fiind în prezentul geologic un lac cu apă dulce.

### Topografia
Înainte de formarea Marelui Rift Siro-African,  munții  Nazaretului, ai Samariei și ai Galileei erau legați între ei intr-un singur masiv. O parte din energia riftului a difuzat spre vest în regiunea Mării Galileei, de la Amiad la nord și până la Beit Shan în sud, și a scindat zona muntoasă, creând rifturi secundare suplimentare de la est spre vest, perpendicular pe riftul principal.
Rifturile estice de la nord spre sud sunt: Depresiunea Ghinosar, Depresiunea Arbel, Depresiunea Yavneel, și Valea Beit Shan, între ele rămănând resturi din lanțul muntos originar, sub forma unor dealuri precum Muntele Tabor, Ghivat Hamorè, Muntele Tur'an, și Muntele Netofa. 
O dovadă suplimentară a riftului este caracterul abrupt al Muntelui Ghilboa, care se înalță ca un zid  și delimitează Valea Beit Shan dinspre sud.

## Geografie
Valea Izreel este o câmpie verde fertilă acoperită cu lanuri de grâu, culturi de pepene verde, pepene galben, portocali,năut, fasole, bumbac, floarea-soarelui și porumb, precum și pășuni pentru o mulțime de oi și vite. Zona este administrată de Consiliul Regional al Văii Jezreel. În vale sunt situate Colegiul Max Stern din Emek Izreel și Centrul Medical Emek.

### Poziția geografică
Valea Izreel se învecinează cu Galileea inferioară la nord, cu Muntele Tabor, dealul Ghivat Hamorè și Valea Beit Shan la est, cu Munții Samariei la sud și cu Platoul Menashe (Ramot Menashe) și lanțurile Muntelui Carmel la vest. 
Valea Izreel în partea ei centrală este divizată de linia cumpenei apelor în două sectoare principale:Depresiunea Meghido și Valea Harod. 
Depresiunea Kesulot este o ramură a ei în nord-est, iar Valea Zevulun o continuă spre nord-vest.În sud Muntele Ghilboa o desparte de Samaria.

#### Depresiunea Meghido
Depresiunea Meghido (în ebraică Bik'at Meghido בקעת מגידו) este o vale centrală a Văii Izreel, având forma unui triunghi între Munții Carmel, Munții Samariei și Muntele Tabor și acoperă o suprafață de aproximativ 380 de kilometri pătrați. Valea este drenată de râul Kishon în Golful Haifa. Terenul este plat și impermeabil și constă în mare parte din sol aluvial - aceste condiții fiind odinioară teren fertil pentru formarea mlaștinilor și pentru inundații, până la  lucrările de drenaj odată cu începutul așezărilor evreiești din vale la începutul secolului al XX-lea. Depresiunea Megiddo se leagă cu Depresiunea Kesulot la nord și cu Regiunea Taanakh la sud. La capătul său estic se află orașul Afula, cea mai mare dintre localitățile din Valea Izreel.

#### Valea Harod
Valea Harod (Emek Harod עמק חרוד)
Valea Harod este partea de est a Văii Izreel, și anume, la est de Afula, către falia Văii Beit Shan. În ea se afla câteva din cele mai vechi și mai reprezentative așezări cooperative agricole evreiești din Palestina, astăzi Israel.

## Istoria
În Valea Izreel s-au găsit vestigii arheologice care dovedesc existenta de așezări umane din mileniul al VII-lea î.Hr. 
În situl Beer Ayanot Nisanit s-a descoperit o făntână antică din acea vreme. Un alt sit semnificativ este Ayn Al-Jerba care a fost identificat ca aparținând epocii calcoliticului și a bronzului timpuriu - din mileniul al IV-lea î.Hr.
Datorită legăturii accesibile permise de Valea Izreel între litoralul mediteranean și Depresiunea Iordanului
regiunea a fost însemnată în toate epocile istorice.
Ea a reprezentat o continuare a „Drumului mării” existent încă din secolul al XV-lea î.Hr (pentru romani cunoscut ca Via maris) 
În epoca Bibliei ebraice, marginile ei au fost străjuite de orașele Meghido și Izreel.
Aceste meleaguri au fost teatrul episodului biblic despre lupta dintre canaaniții conduși de Sisera(Sisra) și israeliții conduși de Barak, și proorocița Debora (Dvora).(Judecători, 4)
În epoca așezării triburilor israelite în Canaan valea a fost divizată, după tradiție, între triburile Issachar, Zabulon, Neftali  și Așer.
În cartea Judecătorilor
În epoca regilor evrei Valea Izreel a jucat un rol important,  regele Ahab ridicand aici palatul său de iarnă.   

According to the Hebrew Bible, the valley was the scene of several battles with the Israelites. A victory was led by Deborah and Barak against the Canaanites (Judges 4). Another was led by Gideon against the Midianites, the Amalekites, and "the children of the East" (Judges 6:3). It was later the location at which the Israelites, led by King Saul, were defeated by the Philistines (1 Samuel 29:1–29:6). According to textual scholars,[who?] the account of an ancient Philistine victory at Jezreel derives from the monarchial source, in contrast to the republican source, which places the Philistine victory against the Israelites at Mount Gilboa (1 Samuel 28:4,1 Samuel 31:1–31:6). Another defeat was of King Josiah by the Egyptians (2 Kings 23:29).
According to 2 Kings 9:1–9:10, the Jezreel Valley was where Jehu massacred all members of the Omride family.

Numele Văii Izreel apare menționat ca atare într-un verset din profetul Osea1,5:
„ והיה ביום ההוא ושברתי את קשת ישראל בעמק יזרעאל׳׳”
„Și atunci voi sfărâma arcul lui Israel în valea lui Izreel!”
În cursul epocii elenistice in urma dezvoltarii „Drumului litoralului” pe socoteala „Drumului mării” importanța zonei a scăzut. Se pare că om epoca romană
regiunea a început să se acopere cu mlaștini.
Ca urmare a mlaștinilor și a inundațiilor s-a depopulat unicele zone încă locuite rămănând la marginile văii.